# Attributo (basi di dati)
In una base di dati relazionale, un attributo rappresenta una delle proprietà significative di una relazione ai fini della descrizione della realtà applicativa di interesse. Un attributo consiste sostanzialmente in un campo contenente dati non scomponibili (atomico), ovvero non scomponibile in più componenti, il cui insieme di valori possibili è definito all'interno di un certo dominio, che può coincidere con un tipo di dato standard presente nel RDBMS utilizzato oppure essere personalizzato. Ad esempio in una base dati che descrive un'università, all'interno di una relazione/tabella di nome Esame_X, è possibile definire un campo dati Voto_Esame i cui valori appartengono al dominio di tutti i numeri naturali compresi tra 0 e 30.
Nella rappresentazione tabellare propria del Modello relazionale gli attributi o campi dato coincidono con il primo elemento in alto delle colonne verticali della tabella, mentre le righe orizzontali della restante tabella, cioè l'insieme di valori assunti da ciascun campo dato, vengono chiamate tuple; per ogni tupla un attributo assume un solo possibile valore, scelto tra l'insieme di possibili valori o dominio dell'attributo.